# Filippo Cavolini
Filippo Cavolini, noto anche come Filippo Caulino (Vico Equense, 8 aprile 1756 – Napoli, 15 marzo 1810), è stato un biologo e zoologo italiano.

## Biografia
Figlio di Nicola, avvocato napoletano, e di Angela Auriemma, gentildonna sorrentina. Fu professore nella Cattedra di Zoologia e Direttore del Museo zoologico della Regia Università degli studi di Napoli.
Dedicatosi alla storia naturale dopo aver abbandonato la carriera legale, pervenne, impiegando uno stile di ricerca vicino a quello di Lazzaro Spallanzani, a importanti risultati sia nel settore della biologia marina (Memorie per servire alla storia de' polipi marini - 1785 - e Memoria per servire alla generazione dei pesci e dei granchi - 1787) che in quello della botanica, scoprendo, nel 1778, il processo di caprificazione (Memoria per servire alla storia compiuta del fico e della caprificazione), in cui fornisce un’accurata descrizione delle piante e del processo di fecondazione da parte di due insetti (Ichneumon cynips e Ichneumon ficarium). 
Morì in seguito all'aggressione da parte di un soldato mentre stava eseguendo una ricerca in barca nel golfo di Napoli: cadde in mare e morì qualche giorno dopo per una polmonite contratta in seguito alla caduta.
Al suo nome è dedicata una famiglia di Opisthobranchia, le Cavolinidae.
La città di Napoli gli ha dedicato una strada accanto all'Orto botanico.

## Opere
- Opere di Filippo Cavolini; ristampa a cura della Società di naturalisti in Napoli, Napoli : Detken & Rocholl, 1910.
È un'opera pubblicata in occasione del I centenario della morte di Filippo Cavolini; contiene tutte le opere di Cavolini, eccetto Progymnasma in veterum iureconsultorum philosophiam, un'opera di filosofia del diritto pubblicata a Napoli nel 1779.
- Memorie postume sceverate dalle schede autografe; a cura di Stefano Delle Chiaie, Benevento,  1853. [1]

## Onorificenze
- Socio della Regia Accademia delle Scienze
- Socio del Regio Istituto di incoraggiamento
- Socio dell'Accademia Pontaniana
- Socio corrispondente della Società de' Georgofili di Firenze
- Socio delle Accademie delle Scienze di Torino, e di Mantova
- Socio dell'Accademia Linneana di Londra